# Tonny Ploegmakers

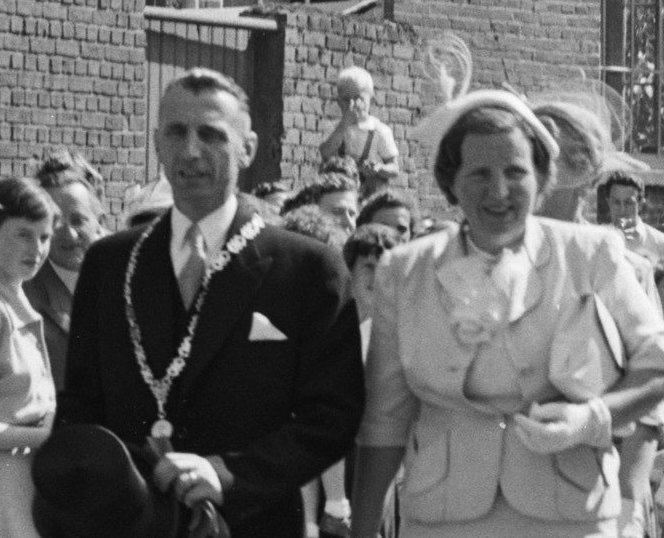
Burgemeester A.J.B. Ploegmakers met Koningin Juliana (1951)

Antonius Johannes Baptist (Tonny) Ploegmakers (Oss, 9 januari 1908 – Nistelrode, 9 september 2001) was een Nederlands politicus.
Hij werd geboren als zoon van Joannes Franciscus Ploegmakers (1879-1941) en Petronella Jacoba Maria Holten (1882-1952). Zijn vader was wethouder in Oss en van 1932 tot 1941 burgemeester van die gemeente. Zelf ging hij in Oss naar de hbs waarna hij in 1929 volontair werd bij de gemeente Geffen. Een jaar later ging hij als tweede klerk werken bij de gemeentesecretarie van Oss. Na meerdere promoties werd hij daar eind 1942 chef van het kabinet van de burgemeester. Van mei tot november 1944 was hij ondergedoken. Na de bevrijding was hij ook nog 10 maanden werkzaam bij het Provinciale Militaire Commissariaat en het Militair Gezag. Ploegmakers werd midden 1946 benoemd tot burgemeester van Asten. Hij had gezondheidsproblemen en in 1967 werd J.J. de Leeuw, burgemeester van Beek en Donk, tevens benoemd tot waarnemend burgemeester van Asten. Ploegmakers werd in 1968 ontslag verleend en overleed in 2001 op 93-jarige leeftijd.